# Insulated-gate bipolar transistor

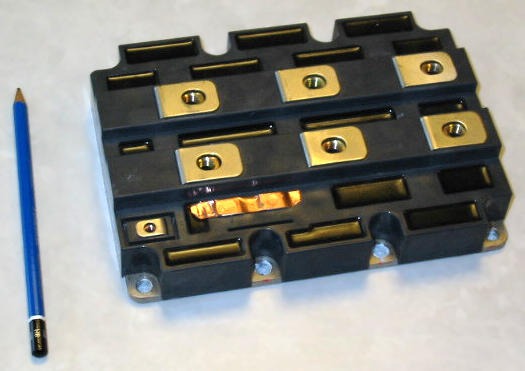
Een IGBT die spanningen tot 3300 V en stromen tot 1200 A kan verwerken

Een insulated-gate bipolar transistor (IGBT) is een transistor die veel vermogen kan schakelen. De benodigde gate stuurspanning ligt wat hoger dan bij een MOSFET, in de orde van 15 volt. De stuurstromen kunnen aanzienlijk zijn, in de orde van enkele ampères, tijdens het opladen van de gate-capaciteit (enkele tientallen nF voor IGBT's die honderden ampères kunnen geleiden) bij het inschakelen van de IGBT. Bij het afschakelen treden evengrote stromen op.
Dit type transistor combineert de gatekarakteristiek van een MOSFET-transistor met de mogelijkheid van grote stromen en lage verzadigingsspanning van een bipolaire transistor door een n-kanaal-MOSFET en een bipolaire pnp-transistor op één chip te integreren. Vrijwel altijd wordt een snelle antiparallel diode in dezelfde behuizing geplaatst. Dit is nodig voor PWM-geregelde (driefasen)omzetters. Een belangrijk toepassingsgebied is de regeling van driefasenmotoren tot in vermogens van 0,5 MW. IGBT's kunnen toegepast worden in een motorsturing voor treinen, waarbij een sturing per tractiemotor wordt gebruikt. Een IGBT heeft een doorlaatspanning van 0,7 volt bij kleine stromen (10% van het maximum) tot ca. 1,7 volt bij de maximale continustroom (bij opgewarmde behuizing) die voor de IGBT is gespecificeerd.
Voor omvormers van vermogens van 1 MW en meer worden GTO's of thyristoren toegepast. De schakelverliezen van dit type halfgeleider zijn zo groot, dat lage frequenties voor het schakelen worden toegepast (enkele kilohertz).
Er bestaan twee grote families van IGBT's:
- relatief snelle IGBT's met een blokkeerspanning van 600 volt, die zeer lage schakelverliezen hebben zodat ze met een frequentie van 20 kHz geschakeld kunnen worden (onhoorbaar)
- 1200 volt-blokkeerspanning met wat grotere schakelverliezen, die meestal met een wat lagere frequentie geschakeld worden